# Seznam medailistů na mistrovství Evropy – trojskok
Toto je kompletní seznam medailistů v trojskoku na mistrovství Evropy v atletice mužů od roku 1934 do současnosti.

## Muži
| Rok  | Místo     | Zlato                            | Výkon vítěze                     | Stříbro                          | Bronz                            |
| ---- | --------- | -------------------------------- | -------------------------------- | -------------------------------- | -------------------------------- |
| 1934 | Turín     | Willem Peters                    | 14.89                            | Eric Svensson                    | Onni Rajasaari                   |
| 1938 | Paříž     | Onni Rajasaari                   | 15.32                            | Jouko Norén                      | Karl Kotratschek                 |
| 1946 | Oslo      | Valdemar Rautio                  | 15.17                            | Bertil Johnsson                  | Arne Åhman                       |
| 1950 | Brusel    | Leonid Ščerbakov                 | 15.39                            | Valdemar Rautio                  | Ruhi Sarialp                     |
| 1954 | Bern      | Leonid Ščerbakov                 | 15.90                            | Roger Norman                     | Martin Řehák                     |
| 1958 | Stockholm | Józef Szmidt                     | 16.43                            | Oleg Rjachovskij                 | Vilhjálmur Einarsson             |
| 1962 | Bělehrad  | Józef Szmidt                     | 16.55                            | Vladimir Gorjajev                | Oleg Fedosejev                   |
| 1966 | Budapešť  | Georgi Stojkovski                | 16.67                            | Hans-Jürgen Rückborn             | Henrik Kalocsai                  |
| 1969 | Athény    | Viktor Sanějev                   | 17.34                            | Zoltán Cziffra                   | Klaus Neumann                    |
| 1971 | Helsinky  | Jörg Drehmel                     | 17.16                            | Viktor Sanějev                   | Carol Corbu                      |
| 1974 | Řím       | Viktor Sanějev                   | 17.23                            | Carol Corbu                      | Andrzej Sontag                   |
| 1978 | Praha     | Miloš Srejović                   | 16.94                            | Viktor Sanějev                   | Anatolij Piskulin                |
| 1982 | Athény    | Keith Connor                     | 17.29                            | Vasilij Griščenkov               | Béla Bakosi                      |
| 1986 | Stuttgart | Christo Markov                   | 17.66                            | Māris Bružiks                    | Oleg Procenko                    |
| 1990 | Split     | Leonid Vološin                   | 17.74                            | Christo Markov                   | Igor Lapšin                      |
| 1994 | Helsinky  | Děnis Kapustin                   | 17.62                            | Serge Hélan                      | Māris Bružiks                    |
| 1998 | Budapešť  | Jonathan Edwards                 | 17.99                            | Děnis Kapustin                   | Rostislav Dimitrov               |
| 2002 | Mnichov   | Christian Olsson                 | 17.53                            | Charles Friedek                  | Jonathan Edwards                 |
| 2006 | Göteborg  | Christian Olsson                 | 17.67                            | Nathan Douglas                   | Marian Oprea                     |
| 2010 | Barcelona | Phillips Idowu                   | 17.81                            | Marian Oprea                     | Teddy Tamgho                     |
| 2012 | Helsinky  | Fabrizio Donato                  | 17.63                            | Šeryf El-Šeryf                   | Alexej Capik                     |
| 2014 | Curych    | Benjamin Compaoré                | 17.46                            | Ljukman Adams                    | Alexej Fjodorov                  |
| 2016 | Amsterdam | Max Hess                         | 17.20                            | Karol Hoffmann                   | Julian Reid                      |
| 2018 | Berlín    | Nelson Évora                     | 17.10                            | Alexis Copello                   | Dimítrios Tsiámis                |
| 2020 | Paříž     | zrušeno kvůli pandemii covidu-19 | zrušeno kvůli pandemii covidu-19 | zrušeno kvůli pandemii covidu-19 | zrušeno kvůli pandemii covidu-19 |
| 2022 | Mnichov   | Pedro Pichardo                   | 17.50                            | Andrea Dallavalle                | Jean-Marc Pontvianne             |
| 2024 | Řím       | Jordan Díaz Fortún               | 18.18 RM                         | Pedro Pichardo                   | Thomas Gogois                    |

## Ženy
| Rok  | Místo     | Zlato                            | Výkon vítěze                     | Stříbro                          | Bronz                            |
| ---- | --------- | -------------------------------- | -------------------------------- | -------------------------------- | -------------------------------- |
| 1994 | Helsinky  | Anna Birjukovová                 | 14.89                            | Inna Lasovská                    | Inessa Kravecová                 |
| 1998 | Budapešť  | Olga Vasdekiová                  | 14.55                            | Šárka Kašpárková                 | Tereza Marinovová                |
| 2002 | Mnichov   | Ashia Hansenová                  | 15.00                            | Heli Koivulaová                  | Jelena Olejnikovová              |
| 2006 | Göteborg  | Taťjana Lebeděvová               | 15.15 RM                         | Hrysopiyí Devetzíová             | Anna Pjatychová                  |
| 2010 | Barcelona | Olga Saladuchová                 | 14.81                            | Simona La Mantiaová              | Světlana Bolšakovová             |
| 2012 | Helsinky  | Olga Saladuchová                 | 14.99                            | Patrícia Mamonaová               | Jana Borodinová                  |
| 2014 | Curych    | Olga Saladuchová                 | 14.73                            | Jekatěrina Koněvová              | Irina Gumenjuková                |
| 2016 | Amsterdam | Patrícia Mamonaová               | 14.58                            | Hanna Minenko                    | Paraskevi Papachristouová        |
| 2018 | Berlín    | Paraskevi Papachristouová        | 14.60                            | Kristin Gierischová              | Ana Peleteirová                  |
| 2020 | Paříž     | zrušeno kvůli pandemii covidu-19 | zrušeno kvůli pandemii covidu-19 | zrušeno kvůli pandemii covidu-19 | zrušeno kvůli pandemii covidu-19 |
| 2022 | Mnichov   | Maryna Romančuková               | 15.02                            | Kristiina Mäkelä                 | Hanna Minenková                  |
| 2024 | Řím       | Ana Peleteirová                  | 14.85                            | Tuğba Danışmazová                | Ilinois Guillaumeová             |